# Sztanykovszky Tibor
Sztanykovszy Tibor (1896-?) szociáldemokrata, 1918 novemberétől kommunista politikus, aktivista; a Tisza-per egyik vádlottja.

## Élete

### Ifjúsága
Született 1896-ban Sátoraljaújhelyen. Középiskolásként tagja lett a Galilei-körnek, majd a Szociáldemokrata Pártnak. 1914-ben behívták katonának. 1918-ban a Forradalmi Katonatanács Központi intézőbizottságában vállalt szerepet.
1918. február 25-én Kassán elvette Papp Rózsit, de 1919. június 3-án elvált tőle, és 5-én feleségül vette Rothmüller Olgát. Már letartóztatásban volt, amikor tőle is elvált.
Önéletrajza (ld. lentebb) szerint 1918 novemberében belépett a Kommunisták Magyarországi Pártjába, majd a Vörös Őrség állományában a kispesti forradalmi törvényszékhez volt beosztva. 1919. május elsején a román frontra ment. A front összeomlása után, augusztus 7-én letartóztatták.
Joghallgató és tartalékos zászlós 1918. október 31-én, amikor a Tisza-per vádirata szerint mint „falazó” részt vett a Tisza István elleni merényletben. A perben hozott ítélet indoklása szerint „Sztanykovszky a hall ajtajában lövésre készen tartott fegyverrel társai mögött állt, s így a közvetlen tetteseknek a merénylet biztosabb kivitelét elősegítette.” Valódi szerepe tisztázatlan, kitérően válaszolt az ezt feltárni próbáló kérdésekre. Pölöskei Ferenc szerint ennek oka az, hogy a perben tett hamis tanúvallomásainak feltárása miatt a Horthy-rendszerben tarthatott megtorlástól, maguk a vallomások miatt, amelyekkel a vád koncepcióját segítette, a háború után. Szállásadónője szerint nem vett részt a gyilkosságban, „ezzel csupán mindig hencegett”. Vallomását viszont a Horthy-rendszer végével sem vonta vissza, sőt (lentebb tárgyalt, 1963-as) beadványában magát a Tiszát agyonlövő különítmény tagjai közé sorolta; pedig ekkor már nem kellett tartania a Horthy-rendszer megtorlásától. A Tisza-pernek a hadosztálybíróság által lefolytatott katonai részében egyévi vizsgálati fogság után, (1920. augusztus 2. – szeptember 15.) a bíróság kötél általi halálra ítélte, de Sztanykovszky fellebbezési kérelmet adott be; mire büntetését a hadbíróság 1921. július 29-én 17  évi börtönre enyhítette. A 17 éves (önéletrajza szerint 18 és fél éves ) büntetést a szegedi Csillag börtönben hiánytalanul ülte le; s 1937. december 4-én (42 évesen) szabadult.

### A börtönévek után
Pár nap múlva újra megnősült; Szenicsán Rózsát, a Szegedi Atlétikai Klub atlétanőjét vette el, aki beleszeretett esténként a börtönből kihallatszó szép hegedűjátékába. A „szerelemből első hallásra” hamarosan  „szerelem első látásra” lett: csak akkor látták egymást, amikor Sztanykovszky kiszabadult, s 1937. december 11-én megesküdtek. Harmadik házasságának hírére első felesége bigámiával vádolta, de Sztanykovszky a szegedi Dél-Magyarország 1938. január 18-i számában bemutatva a hiteles házassági okmányokat, tisztázta magát.
E lap karácsonyi száma nagy riportjának tanúsága szerint ekkor Újszőregen gazdálkodott, gyümölcstermesztéssel és tyúkfarmmal kísérletezett. Egy két év múlva (1940. november 6-án) megjelent újabb riport szerint már Kecskéstelepen lakott, onnan kerékpározott be naponta a Tisza Lajos körútra, egy vendéglőben zenekarával muzsikált. Nevet változtatott: átmenetileg Zemplényi Tibor lett. A riportból kiderült, hogy a börtönben kitanulta a borbélymesterséget és az asztalosságot, állítólag megtanult nyolc nyelvet, cigány nyelvtant és szótárt állított össze.
A szovjet csapatok szegedi bevonulása után, 1944 decemberében Szegeden a közrendészet vezetője lett. A Válogatott dokumentumok Csongrád megye munkásmozgalmának történetéből (1970) összeállításban ezt írta: „Megalakult a városházán a városházi kommunista csoport, melynek tagjai: Dénes [Leó], Lakó [Antal], Dobó [Miklós], Kálló [Lajos], Komócsin Illés, Sztanykovszky [Tibor] és Horváth [József] elvtársak…”
Mivel még 1938-ban belépett a nyilas pártba, 1945-ben internálták.
1945-ben a dorozsmai járás rendőrkapitánya lett, de hivatali visszaélések („hatalmaskodások”) miatt leváltották és letartóztatták. A később a Rajk-perben kivégzett Szebenyi Endre belügyi államtitkár jött le Szegedre kivizsgálni Sztanykovszky ügyét.  Kegyvesztetten a Dunántúlra küldték, ahonnan svábokat telepítettek ki.
1956-ban azonban, éppen 1918-as forradalmi szerepére és börtönbüntetésére hivatkozva sikerült rehabilitáltatnia magát. A továbbiakban a fóti gyermekváros gondnokaként működött. „Kerülte itt a nyilvánosságot, a Tisza-gyilkosság számos titkát pedig társaihoz hasonlóan magával vitte a sírba.”

### Öregkora
Életének vége felé asztmatikus eredetű tüdőtágulásban szenvedett. 1963-ban önéletrajzi adatokat is tartalmazó beadványban kérte a Párttól nyugdíja felemelését és a Központi Állami Kórház igénybevételének lehetőségét. A Párt Központi Bizottsága titkárságának 1963. március 19-i, a beadvány ügyét is tárgyaló üléséről készült jegyzőkönyv alapján további valószínű adatokat tudunk életéről, eszerint két gyermek apja; egyedült élt; agronómusi szakképzettsége volt; két ízben is kizárták a pártból, de a Központi Ellenőrző Bizottság 1963. február 21-én elismerte párttagságát 1945-től. Sztanykovszkynak a beadványában foglalt kéréseit a KB titkárság jóváhagyta.
További sorsáról nincs adat.

### További irodalom
- Sztanykovszky Tibor: A katonatanácsról. Megj.: Nagy idők nagy tanúi emlékeznek; Kossuth Kk., 1959.